# Oidești
Oidești falu Romániában, Erdélyben, Fehér megyében. Közigazgatásilag Alsóvidra községhez tartozik.

## Fekvése
Goiești közelében fekvő település.

## Története
Oideşti az Erdélyi-középhegység apró, a hegyoldalakon elszórtan fekvő, Alsóvidrához tartozó mócok lakta pár házas falvainak egyike, mely korábban Goiești része volt. 1956 körül vált külön településsé130 lakossal.
1966-ban 138, 1977-ben 144, 1992-ben 77, a 2002-es népszámláláskor pedig 79 román lakosa volt.